# Catherine Sikora
Catherine Sikora (* um 1980 in West Cork) ist eine irische Jazzmusikerin (Tenor-, Sopran- und Altsaxophon).

## Leben und Wirken
Sikora begann ihre Karriere als Autodidaktin. Dann studierte sie Jazzinterpretation in England, bevor sie 2000 nach New York City zog, um (nach einer bewussten Pause, in der sie ihren künstlerischen Ansatz weiterentwickelte) in der dortigen Avantgarde- und Modern-Creative-Jazzszene zu arbeiten. Sie spielte im Duo Clockwork Mercury (mit Eric Mingus), in der Formation Eris 136199 (mit Han-Earl Park und Nick Didkovsky), in einem Duo mit Ziv Ravitz und als Solistin. Tom Lord verzeichnet zwischen 2006 und 2018 neun Aufnahmen von ihr, etwa mit Whitney Moulton und François Grillot.
Sikora tourte durch Kanada, die Vereinigten Staaten, Europa und Australien. Im Herbst 2014 war sie als Artist in Residence im Centre Culturel Irlandais in Paris, wo sie an einem Projekt arbeitete, das von Geschichten ihrer weiblichen Vorfahren inspiriert war. Weiterhin war sie Solistin in Eric Mingus’ radikaler Neuinterpretation der Oper Tommy beim Adelaide Festival 2015. Das mit Schlagzeuger Brian Chase vorgelegte Album Untitled: After (2018) baut auf dem epischen Gedicht Beowulf auf. Ferner spielte sie mit Elliott Sharp, Joe Giardullo, Karl Berger, Matt Lavelle, Ras Moshe, Art Bailey, Jeremy Bacon und Stanley J. Zappa.

## Diskographische Hinweise
- Eric Mingus, Catherine Sikora: Clockwork Mercury (2007)
- Catherine Sikora, Ian Smith, Han-earl Park: Sikora-Smith-Park (Cork, 04–04–11) (2012)
- Catherine Sikora, Han-earl Park, François Grillot: Tracks in the Dirt (2013)
- Elemental (2013, mit Ziv Ravitz)
- Jersey (2016)[5]
- Christopher Culpo & Catherine Sikora: The Spectral Life of Things (2018)
- Sikora/Culpo-Duo: The Paris Sessions, Volume 1: Mimesis (2020)
- Sanctuary (Live at the Centre Culturel Irlandais Paris) (2020)
- Catherine Sikora / Ethan Winogrand: Things to Do in Paris (2020)
- Winter Solos (2022)